# Zheng Qinwen
Pour les articles homonymes, voir Zheng (homonymie).
Ne pas confondre avec Zheng Jie et Zheng Saisai, également joueuses de tennis.
Dans ce nom chinois, le nom de famille, Zheng, précède le nom personnel.
Zheng Qinwen (en chinois : 郑钦文), née le 8 octobre 2002 à Shiyan (dans la province du Hubei), est une joueuse de tennis chinoise, professionnelle depuis 2018.
Elle a remporté son premier tournoi du WTA Tour en 2023 lors des Internazionali Femminili di Palermo en 2023 en Italie, en battant Jasmine Paolini, et conserve son titre l'année suivante. Elle a gagné trois titres du WTA Tour et une médaille d'or aux Jeux olympiques de Paris en simple.

## Carrière

### Débuts
Zheng Qinwen a obtenu de nombreux succès sur le circuit junior, remportant en 2018 les tournois de Nonthaburi, Santa Croce et l'Eddie Herr à Bradenton. Elle est aussi finaliste de l'Osaka Mayor's Cup et de l'Orange Bowl. En 2019, elle atteint le 6e rang mondial après avoir atteint les demi-finales à Roland-Garros et à l'US Open juniors.
Elle fait une percée sur le circuit ITF fin 2020 en remportant les tournois de Cordenons, Marbella, Frýdek-Místek et de Selva di Val Gardena. Elle confirme l'année suivante en s'imposant à Hambourg, Staré Splavy et Funchal.

### 2022:1ertitreWTA 125, 1/8 de finale à Roland-Garros et entrée dans le top 30
Elle se révèle en 2022 en étant tout d'abord demi-finaliste à Melbourne où elle élimine Mai Hontama (4-6, 6-2, 6-3), Vera Zvonareva (5-7, 6-3, 6-4) et Ana Konjuh (7-6, 7-6) avant d'être battue par Simona Halep (6-3, 6-2). Elle accède au deuxième tour de l'Open d'Australie après être sortie des qualifications lors desquelles elle élimine notamment Coco Vandeweghe. Dans le tableau final, elle vainc Aliaksandra Sasnovich (6-3, 1-6, 7-6) avant d'être battue par María Sákkari (6-1, 6-4).
Elle remporte fin janvier le tournoi ITF d'Orlando en éliminant toutes ses adversaires en deux sets dont Christina McHale en finale (6-0, 6-1). Elle fait alors son entrée dans le top 100 grâce à ce parcours.
Elle passe un tour à Monterrey face à Lucia Bronzetti avant d'être éliminée par Leylah Fernandez. Elle réitère ce parcours à Indian Wells, éliminant Vera Zvonareva, puis à Charleston, en battant Sloane Stephens. Ces performances lui permettent d'accéder au 70e rang mondial.
Lors des Internationaux de France, elle parvient en huitièmes de finale en éliminant successivement Maryna Zanevska (6-3, 6-1), l'ancienne vainqueure du tournoi Simona Halep (2-6, 6-2, 6-1) et Alizé Cornet sur abandon (6-0, 3-0). Elle s'incline face à la numéro un mondiale, Iga Świątek, qui perd contre elle le seul set de son parcours victorieux (7-6, 0-6, 2-6).
Zheng Qinwen se présente ensuite en tant que tête de série no 3 au tournoi de Valence, où elle atteint la finale en éliminant successivement Andrea Lazaro Garcia, Irina Maria Bara, Réka Luca Jani et Nuria Párrizas Díaz. Elle affronte alors sa compatriote Wang Xiyu qu'elle bat sur le score de 6-3, 4-6, 7-5, obtenant son premier trophée en catégorie WTA 125.
Confrontée à Sloane Stephens au 1er tour de Wimbledon, elle s'impose sur le score de 7-6, 7-5. Elle vainc ensuite Greet Minnen (6-4, 6-1). Elle est battue au tour suivant par Elena Rybakina (7-6, 7-5). Elle se rend ensuite à San José où elle doit faire face à Naomi Osaka dès le premier tour. Elle est sortie par cette dernière non sans avoir montré une bonne résistance (6-4, 3-6, 6-1).
À Montréal, elle passe Rebecca Marino, puis profite de l'abandon de Ons Jabeur (6-1 2-1) et vient à bout de la locale Bianca Andreescu (7-5, 5-7, 6-2). Elle s'incline en quart de finale en trois sets (4-6, 6-4, 6-4) face à Karolína Plíšková.
Elle s'aligne à l'US Open face à la tête de série no 16, Jeļena Ostapenko. Durant le match, elle aligne 7 aces en moins de trente minutes et élimine la Lettone en trois sets 6-3, 3-6, 6-4 en ayant réalisé 21 aces au total. Poursuivant sur sa lancée, elle élimine ensuite Anastasia Potapova sur le score de 7-6, 7-6 et rejoint le 3e tour. Elle y affronte l'une des surprises du tournoi, l'Allemande Jule Niemeier, 108e mondiale. Elle perd sur le score de 6-4, 7-6.
Classée 36e mondiale, elle se présente à Tokyo, où elle élimine Misaki Doi puis Paula Badosa. Elle se qualifie ensuite en demi-finale après une victoire sur Claire Liu. Elle se confronte à ce stade à la 4e tête de série, Veronika Kudermetova. Elle l'élimine du tournoi sur un score de 5-7 6-3 7-6. Elle se retrouve donc en finale face à Liudmila Samsonova où elle perd 7-5 7-5.
Grâce à ce parcours, elle intègre le top 30 pour la première fois de sa carrière, à la 28e place mondiale.
En octobre, elle est repêchée au tournoi de San Diego, après le forfait d'Elena Rybakina. Au premier tour, elle profite ensuite de l'abandon de Garbiñe Muguruza après avoir mené 5-0. Au tour suivant, elle est confrontée à la numéro un mondiale, Iga Świątek. Elle perd à ce stade mais en lui prenant un set 6-4 4-6 6-1. Le 24 octobre 2022, elle intègre le top 25 mondial.
Lors des WTA Awards, elle obtient le prix de la révélation de l'année 2022.

### 2023:1erstitresWTA en simple, top 15 et quart de finale à l'US Open
Après avoir éliminé Anett Kontaveit, elle perd contre Victoria Azarenka au 2e tour du tournoi d'Adélaïde. Tête de série no 29 à l'Open d'Australie, elle passe le premier tour face à Dalma Gálfi avant de s'incliner face à Bernarda Pera.
À Abou Dabi, elle élimine coup sur coup Rebecca Marino, Jeļena Ostapenko (7-610, 6-1) et la 8e mondiale, Daria Kasatkina (6-1, 6-2), puis elle est éliminée par Liudmila Samsonova en demi-finale en trois manches.
Atteignant la 23e place mondiale, elle parvient en huitièmes de finale à Miami où, après avoir éliminé Irina-Camelia Begu et Liudmila Samsonova, elle est éliminée par Anastasia Potapova.
Tête de série no 22 et exemptée de premier tour, elle élimine Caty McNally lors de son entrée en lice à Madrid puis elle est éliminée par Ekaterina Alexandrova. Elle continue d'améliorer son classement en devenant 21e mondiale. À Rome, elle est à nouveau exemptée de premier tour et l'emporte face à Alizé Cornet puis rejoint les 1/4 de finale après avoir sorti sa compatriote Wang Xiyu (6-4, 3-6, 6-1) ; elle perd à ce stade face à la 12e mondiale, Veronika Kudermetova (6-3, 3-6, 4-6) après deux heures et demi.
En mai, après avoir atteint les quarts de finale à Rome, elle entre pour la première fois dans le top 20 en étant classée 19e. À Roland-Garros, elle sort Tamara Zidanšek (6-3, 6-1) mais s'incline dès le tour suivant par Yulia Putintseva. Sa saison sur gazon est ensuite marquée par trois défaites au premier tour.
Elle se rend à Palerme  où elle remporte son premier titre WTA. Tête de série no 2, elle y élimine successivement la locale Sara Errani en ne lui laissant aucune chance (6-0, 6-0), Diane Parry (7-5, 3-6, 6-3), la tête de série no 7 Emma Navarro (6-4, 6-2) et la no 3 Mayar Sherif (6-4, 4-6, 6-1). En finale, elle s'impose face tête de série no 5, l'Italienne Jasmine Paolini (6-4, 1-6, 6-1).
Lors du tournoi de Cincinnati, elle bat notamment Venus Williams en trois sets décousus mais s'incline au tour suivant face à Iga Swiatek malgré la prise du premier set. Tête de série no 23 lors de l'US Open, elle ne laisse aucune chance à Nadia Podoroska au premier tour (6-1, 6-0) en à peine une heure de jeu. Elle élimine ensuite Kaia Kanepi (6-2, 3-6, 6-2) et Lucia Bronzetti (6-3, 4-6, 6-4), puis elle réalise l'exploit d'éliminer la 5e mondiale et finaliste de la précédente édition, Ons Jabeur (6-2, 6-4). En quarts de finale, elle perd en deux sets (1-6, 4-6) contre la 2e mondiale Aryna Sabalenka.

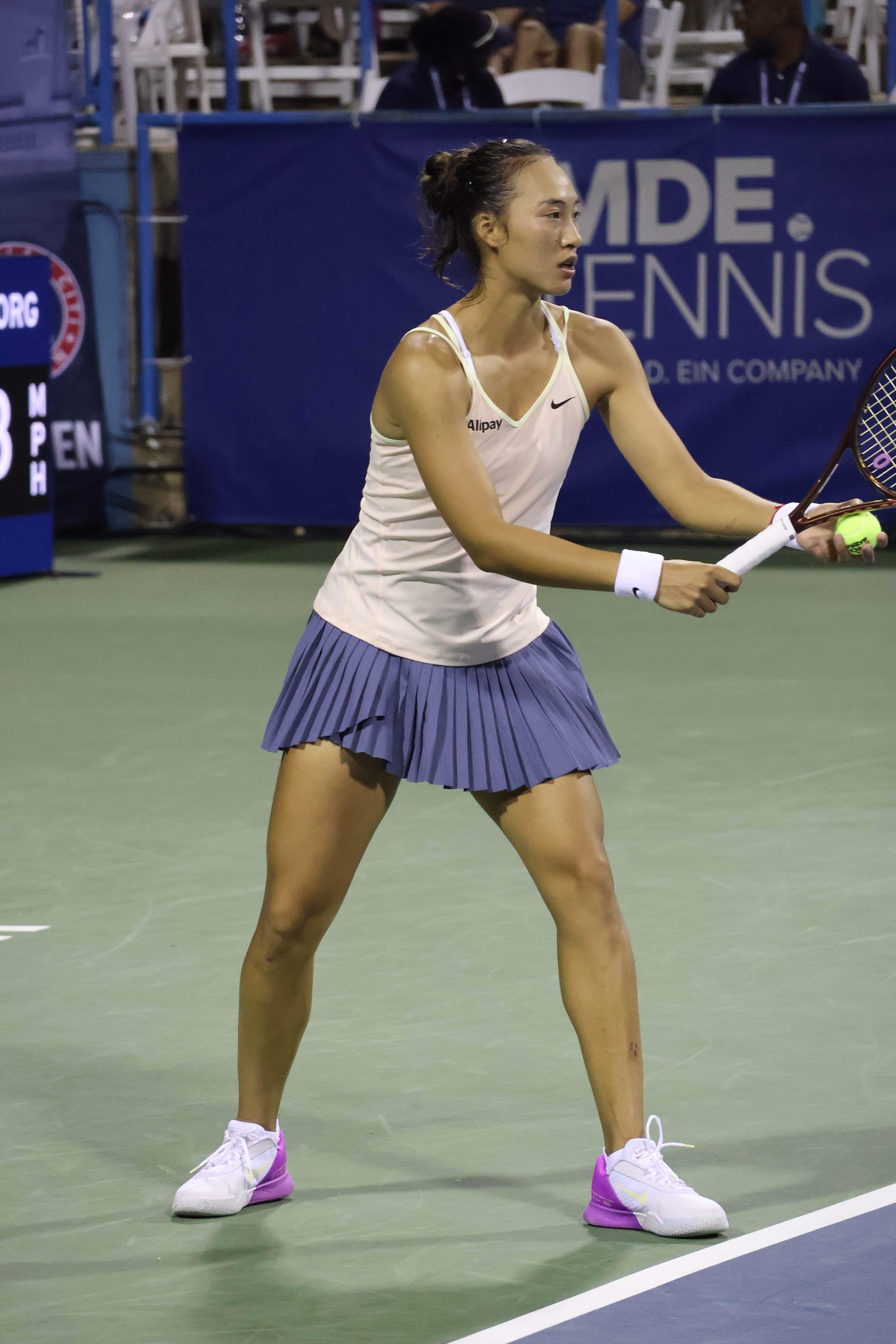
Zheng Qinwen en 2023

Fin septembre, au-dehors du circuit WTA, elle participe aux Jeux asiatiques à Hangzhou (initialement prévus en 2022 mais reportés cause de la pandémie de Covid-19) et elle y remporte la médaille d'or en battant sa compatriote Zhu Lin en finale.
En octobre, elle remporte son deuxième titre WTA au tournoi de Zhengzhou : sans être tête de série, elle écarte successivement Kateryna Volodko, María Sákkari (tête de série no 3) et Jasmine Paolini avant de s'imposer en finale face à Barbora Krejčíková (no 7) malgré la perte du premier set (2-6, 6-2, 6-4),.
Le même mois, son entraineur Wim Fissette l'abandonne pour entrainer l'ex numéro une mondiale Naomi Osaka. Ce que Zheng qualifiera de "très immoral".
Enfin au Masters bis à Zhuhai, Zheng bat Donna Vekić en trois manches accrochées après 2 h 53 de jeu et Jeļena Ostapenko en deux heures. Elle se qualifie pour la finale en battant à nouveau Zhu Lin (7-5, 4-6, 6-1) après 3 h 19 minutes. Elle s'inclinera en deux tie-break contre la Brésilienne Beatriz Haddad Maia après un autre âpre combat de 2 h 51 de jeu.

### 2024: 3 titres dont l'or Olympique, 2 finales dont l'Open d'Australie, Top 5
Associée à son compatriote Zhang Zhizhen, elle se présente à l'United Cup. Ils remportent tous leurs matchs face à la Tchéquie, Zheng Qinwen s'imposant en simple face à la 7e mondiale, Markéta Vondroušová. Ensuite, face à la Serbie, elle remporte son match en simple mais la Chine perd la rencontre (2-1) après une défaite dans le match de double.
Tête de série no 12 lors de l'Open d'Australie, elle se qualifie pour la première fois de sa carrière en finale d'un Grand Chelem. Elle profite d'une partie de tableau où les têtes de série ont été battues prématurément ; elle ne rencontre en effet aucune joueuse du top 50 avant la finale. Elle se débarrasse ainsi de l'Américaine Ashlyn Krueger (3-6, 6-2, 6-3), de la Britannique Katie Boulter (6-3, 6-3) et de sa compatriote Wang Yafan (6-4, 2-6, 7-6) pour jouer les huitièmes de finale du tournoi. Elle sort les surprenantes Océane Dodin (6-0, 6-3), Anna Kalinskaya (6-7, 6-3, 6-1) et Dayana Yastremska en demi (6-4, 6-4) en deuxième semaine, ces trois adversaires arrivant chacune pour la première fois de leur carrière à ce stade en Grand Chelem. Ce parcours fait d'elle la seconde Chinoise à atteindre la finale d'un Grand Chelem, après Li Na. Elle est alors battue par la tenante du titre Aryna Sabalenka au terme d'un match expéditif. Cette performance lui permet d'atteindre le 7e rang mondial à l'issue du tournoi, intégrant ainsi le top 10 pour la première fois. Elle est la première Chinoise depuis Li Na à entrer dans le top 10 mondial[réf. nécessaire].
À Doha, elle élimine la Polonaise Magda Linette avant de perdre contre la Canadienne Leylah Fernandez (5-7, 3-6). Tête de série no 6 à Dubaï, elle élimine Nao Hibino et Anastasia Potapova avant de s'incliner contre la numéro une mondiale, Iga Świątek. Elle subit une contre-performance début mars à Indian Wells en s'inclinant d'entrée contre sa compatriote Yuan Yue (4-6, 3-6). Profitant de l'abandon de la spécialiste de double Kateřina Siniaková (4-6, 6-3, 1-0 ab.) au premier tour de Miami, elle ne parvient pas à aller plus loin que le troisième tour, sortie par l'ancienne no 1 Victoria Azarenka (4-6, 5-7) qui atteint une nouvelle finale en WTA 1000 lors du tournoi américain.
Elle débute la tournée sur ocre à Stuttgart où elle se sort d'un premier tour risqué contre la Roumaine Sorana Cîrstea (6-2, 6-3) avant de s'incliner contre l'Ukrainienne Marta Kostyuk (2-6, 6-4, 5-7), future finaliste du tournoi allemand. Elle abandonne dès son premier match à Madrid contre la Kazakhe Yulia Putintseva (5-7, 0-2 ab.).
À Rome, en tant que tête de série no 7, elle est exemptée de premier tour et bat successivement Shelby Rogers (6-2, 6-0) et Linda Nosková, tête de série no 29 (3-6, 6-1, 6-2), avant d'éliminer la revenante Naomi Osaka, ex no 1 mondiale, en deux sets (6-2, 6-4). Elle s'incline ensuite face à la 3e mondiale, Coco Gauff (7-6, 6-1).
Septième tête de série à Roland-Garros, elle met fin à la carrière en simple d'Alizé Cornet sur un score sévère (6-2, 6-1). Elle met ensuite en échec Tamara Korpatsch sur un double 6-2 mais au troisième tour, elle se confronte à Elina Avanesyan contre qui elle s'incline (6-3, 3-6, 6-7) dans un duel serré. Elle rejoue mi-juin à Berlin et hérite de nouveau de Naomi Osaka qu'elle passe encore (6-4, 3-6, 6-3) avant de tomber contre la spécialiste de double Kateřina Siniaková (4-6, 4-6), passée par les qualifications.
Elle se fait surprendre par la qualifiée Lulu Sun dès le premier tour pour la deuxième saison de suite à Wimbledon (6-4, 2-6, 4-6).
Première tête de série et lauréate sortante; elle se rend à Palerme. Elle élimine Sara Errani (6-3, 6-2) au premier tour. Puis, elle prend le dessus sur Petra Martić toujours en deux sets (6-4, 6-4). Au tour suivant, elle fait face à la 66e mondiale et 7e tête de série, Jaqueline Cristian. Elle balaie son adversaire sur un score sévère en deux sets (6-1, 6-1). Afin de se retrouver face à Diane Parry. Elle parvient en finale pour défendre son titre après avoir éliminé la française (7-5 6-4). Elle conserve son titre à Palerme en éliminant en finale Karolína Muchová (6-4, 4-6, 6-2), devenant la première joueuse à le conserver depuis Anabel Medina Garrigues en 2005.

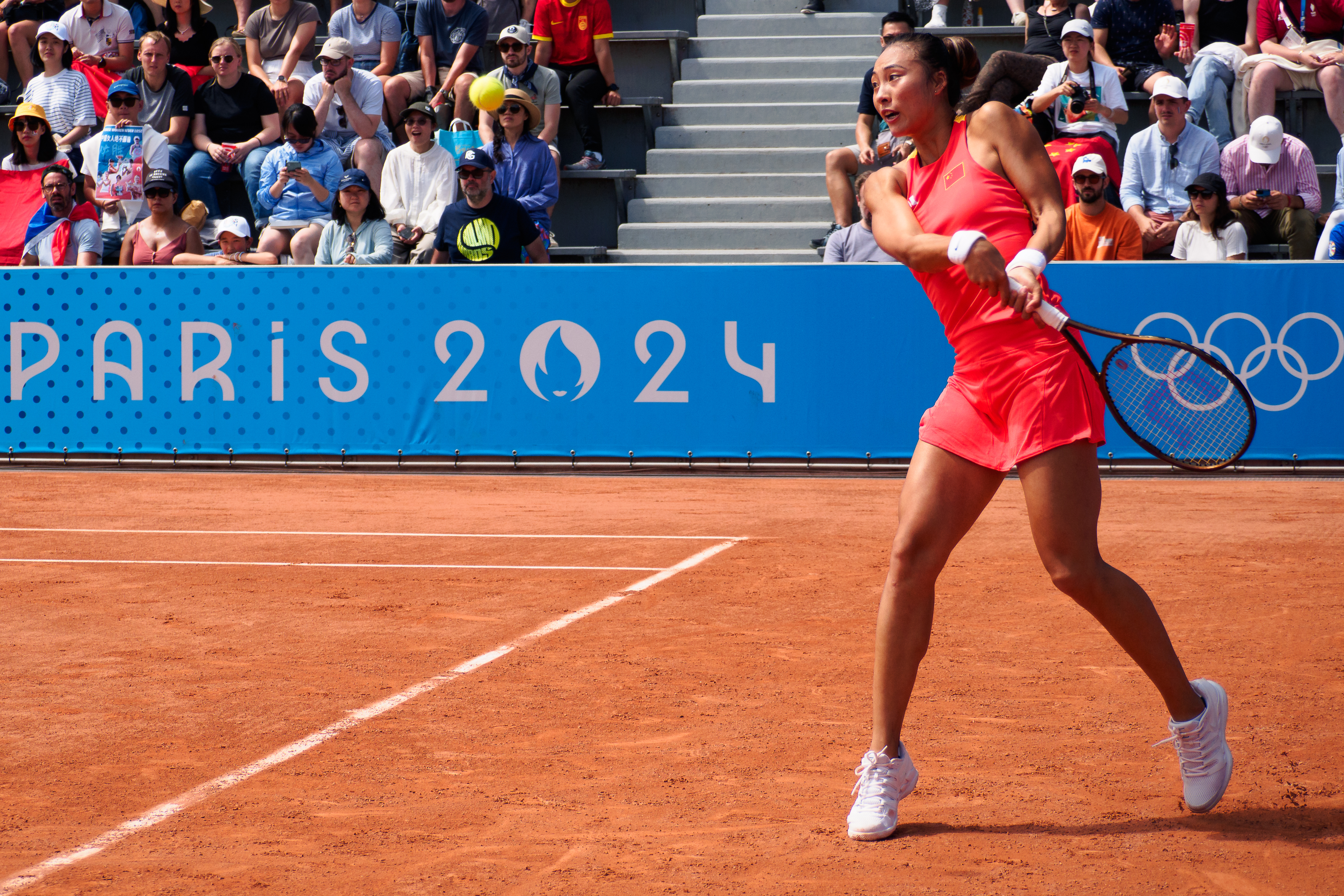
Zheng Qinwen aux Jeux olympiques de Paris.

Classée 6e tête de série aux Jeux olympiques, elle inflige un score sans appel de 6-0, 6-0 à Sara Errani au premier tour en seulement 56 minutes. Toujours en deux sets (6-4, 6-1), elle élimine ensuite Arantxa Rus. Elle poursuit en sortant en trois sets (6-7, 7-6, 6-1) Emma Navarro, 11e tête de série. Elle continue en éliminant l'ex numéro une mondiale Angelique Kerber (6-7, 6-4, 7-6) mettant ainsi fin à la carrière de l'Allemande. C'est en demi-finale qu'elle retrouve sa bête noire et numéro une mondiale Iga Świątek. Alors que cette dernière est favorite, elle l'élimine en deux sets (6-2, 7-5). Elle devient la première Chinoise médaille d'or en simple dame de tennis aux Jeux olympiques en dominant Donna Vekić en finale (6-2, 6-3).
Elle reprend le circuit mi août et sort la qualifiée Magdalena Fręch à Cincinnati (6-1, 7-5) mais butte sur la Russe Anastasia Pavlyuchenkova qui l'élimine sur le score inverse (5-7, 1-6).
Septième tête de série à l'US Open. Elle y vainc d'abord Amanda Anisimova , mais en se faisant tout de même peur (4-6 6-4 6-2). Elle passe le tour suivant en se faisant peur (7-6 6-1 6-2); durant son match, elle réalise l’exploit de réussir 20 aces face à Erika Andreeva. Avec un score sévère (6-2 6-1), elle balaie Jule Niemeier. En sortant Donna Vekić (7-6 4-6 6-2) elle égalise son parcours de 2023 en atteignant les quarts de finale. Le match contre Donna Vekić s'étant fini à 2h15 du matin et ayant duré 2h50, les joueuses décroche le  record non seulement du match féminin le plus long de l'US Open mais aussi celui s'étant fini le plus tard. Elle retrouve Aryna Sabalenka en quart de finale, comme en 2023. Elle est éliminée en deux sets sévères (6-1 6-2).
5e tête de série au tournoi de Pékin. Elle est exemptée de premier tour, elle passe le 2e tour sur un score sans appel (6-1 6-1) face à Kamilla Rakhimova. Puis, toujours en deux sets, elle bat Nadia Podoroska (6-3 6-2). Sur un score en trois sets (3-6 6-1 6-2) elle bat Amanda Anisimova. Elle sera sortie par Karolína Muchová. Elle améliore ce parcours en ralliant la finale, une première pour une Chinoise à Wuhan, elle sera sortie par la numéro deux mondiale; Aryna Sabalenka
À Tokyo elle est 1e tête de série. Exemptée du premier tour, elle élimine la locale et 57e mondiale Moyuka Uchijima (7-6 6-0). Puis, elle sort la 8e tête de série et 35e mondiale Leylah Fernandez; elle l'écarte en lui infligeant une bulle au passage mais en perdant un jeu aussi (6-0 1-6 6-3). En demie finale, elle vainc Diana Shnaider (7-6 6-3). Elle obtient donc son billet pour la finale, la cinquième de l'année. En deux sets (7-6 6-3); elle vainc Sofia Kenin en finale.
Première participation aux Masters, elle essuie un premier échec face à Aryna Sabalenka. Cependant, elle gagne ses matchs face à Elena Rybakina et Jasmine Paolini. Elle rejoint donc les demies finale face à Barbora Krejčíková. Elle arrive en finale, une première pour le tennis chinois depuis Li Na. Elle échoue en finale face à Coco Gauff sur un match serré en trois sets (6-3 4-6 6-7).
Ce parcours lui permet d'atteindre le top 5 mondial. Elle est nommée "joueuse préférée des fan" lors des WTA Award 2024.

### 2025. 1/2 à Rome et 1/4 à Roland Garros
Finaliste sortante et étant parmi les favorites à l'Open d'Australie; elle ne passe que le premier tour face à Anca Todoni (7-6 6-1). Elle se retrouve face à un match piège dès le 2e tour face à la 97e mondiale (mais ex top 30) Laura Siegemund. Elle perd en deux sets (6-7, 3-6). Après cette défaite, elle s'offre les services d'Albert Costa pour le mois de février (son coach étant en rééducation à la suite d'une opération de la hanche).
Alors qu'elle s'aligne à Doha et Dubaï, elle perd dès son entrée en lice et pour la première fois contre Ons Jabeur, ancienne numéro deux mondiale (4-6, 2-6) mais également au premier tour du tournoi émirati, renversée par l'Américaine Peyton Stearns (6-3, 4-6, 4-6).
Elle se reprend à Indian Wells, en effet, elle élimine l'ex numéro une mondiale Victoria Azarenka (6-3 6-4). Puis, elle prend sa revanche sur celle qui l'avait éliminer à Wimbledon en 2024; Lulu Sun  (6-4 7-5). Elle accède donc en huitième de finale, elle élimine sèchement Marta Kostyuk du tournoi (6-3 6-2). En quarts elle retrouve Iga Świątek contre qui elle perd sèchement (6-3 6-3). À Miami, 9e tête de série; elle est exemptée de premier tour. Elle élimine ensuite l'américaine Lauren Davis (6-1 7-5), puis une autre américaine, Taylor Townsend (6-1 7-6). Elle est alors confrontée à une autre américaine, Ashlyn Krueger et la vainc (6-2 7-6). Elle rejoint donc les quarts de finale. À ce stade, elle se retrouve contre une adversaire récurrente; Aryna Sabalenka. Elle perd en deux sets, non sans avoir mener lors du second (6-2 7-5).
3e tête de série à Charleston, elle élimine au 2e tour la 64e mondiale (et ex top 3) María Sákkari (6-4 6-1) en à peine plus d'une heure et demie. Elle vainc Elise Mertens en trois sets (6-3 3-6 6-3). Ekaterina Alexandrova l'élimine en deux sets sévères (6-1 6-4). Elle confirme ses difficultés à Madrid, où elle sort dès le premier tour, éliminée par la Russe Anastasia Potapova (4-6, 4-6). 
Elle se ressaisie à Rome où elle est huitième tête de série. Exemptée du premier tour, elle élimine coup sur coup Olga Danilović (6-1 6-4),  Magdalena Fręch (6-3 6-2), puis elle vainc Bianca Andreescu (7-5 6-1). En quart de finale, elle rejoint l'un de ses bêtes noires, la numéro une mondiale qu'elle vainc après six échecs Aryna Sabalenka (6-4 6-3). C'est la première fois qu'elle vainc la numéro une mondiale. Coco Gauff l'élimine à ce stade en trois sets serrés.
À Roland-Garros elle est 8e tête de série. Elle vainc A. Pavlyuchenkova et Emiliana Arango en deux sets. Puis,  Victoria Mboko et Liudmila Samsonova en trois sets. Aryna Sabalenka met fin à son parcours en quarts de finale. 
Pour le début de la saison sur gazon, elle sort difficilement au Queen's McCartney Kessler (6-3, 4-6, 7-5) puis en deux manches l'invitée locale Emma Raducanu (6-2, 6-4). Tête de série numéro une, elle échoue à se qualifier à sa première finale sur gazon contre Amanda Anisimova (2-6, 6-4, 4-6), vainqueur à Doha. Comme il y a deux ans, elle échoue contre la spécialiste de double Kateřina Siniaková dès son premier tour à Wimbledon (5-7, 6-4, 1-6). 

## Style de jeu
Zheng Qinwen est une joueuse de base modérément agressive qui exploite ses qualités athlétiques pour construire un jeu centré sur le mouvement. Elle produit constamment des coups gagnants depuis le fond de court, mais sans prendre de risques significatifs. Plus souvent que de produire des coups gagnants nets, son style provoque des erreurs de la part des adversaires. Son service est efficace, aidé par sa taille supérieure à la moyenne.
Zheng Qinwen possède un service redoutable pouvant enchainer les aces. Lors de l’Open d’Australie 2024, elle a réussi l’exploit d’en réaliser 48 (soit presque le double de sa dauphine Alycia Parks avec 25, ou de la lauréate Sabalenka avec 24). Avec 79 % de réussite derrière sa première balle (soit plus que Naomi Osaka ou Caroline Garcia), son jeu est néanmoins risqué et propice aux doubles fautes.

## Palmarès

### Titres en simple dames
| No | Date       | Nom et lieu du tournoi             | Catégorie     | Dotation  | Surface      | Finaliste          | Score         |          |
| -- | ---------- | ---------------------------------- | ------------- | --------- | ------------ | ------------------ | ------------- | -------- |
| 1  | 17-07-2023 | 34th Palermo Ladies Open, Palerme  | WTA 250       | 259 303 $ | Terre (ext.) | Jasmine Paolini    | 6-4, 1-6, 6-1 | Parcours |
| 2  | 09-10-2023 | Zhengzhou Open, Zhengzhou          | WTA 500       | 780 637 $ | Dur (ext.)   | Barbora Krejčíková | 2-6, 6-2, 6-4 | Parcours |
| 3  | 15-07-2024 | 35° Palermo Ladies Open, Palerme   | WTA 250       | 267 082 $ | Terre (ext.) | Karolína Muchová   | 6-4, 4-6, 6-2 | Parcours |
| 4  | 27-07-2024 | Summer Olympic Tennis Event, Paris | J. olympiques | NC        | Terre (ext.) | Donna Vekić        | 6-2, 6-3      | Tableau  |
| 5  | 21-10-2024 | Toray Pan Pacific Open, Tokyo      | WTA 500       | 922 573 $ | Dur (ext.)   | Sofia Kenin        | 7-65, 6-3     | Parcours |

### Finales en simple dames
| No | Date       | Nom et lieu du tournoi        | Catégorie    | Dotation     | Surface    | Vainqueure          | Score          |          |
| -- | ---------- | ----------------------------- | ------------ | ------------ | ---------- | ------------------- | -------------- | -------- |
| 1  | 19-09-2022 | Toray Pan Pacific Open, Tokyo | WTA 500      | 757 900 $    | Dur (ext.) | Liudmila Samsonova  | 7-5, 7-5       | Parcours |
| 2  | 23-10-2023 | WTA Elite Trophy, Zhuhai      | Elite Trophy | 2 419 844 $  | Dur (int.) | Beatriz Haddad Maia | 7-611, 7-64    | Parcours |
| 3  | 14-01-2024 | Australian Open, Melbourne    | G. Chelem    | 86 500 000 $ | Dur (ext.) | Aryna Sabalenka     | 6-3, 6-2       | Parcours |
| 4  | 07-10-2024 | Wuhan Open, Wuhan             | WTA 1000     | 3 221 715 $  | Dur (ext.) | Aryna Sabalenka     | 6-3, 5-7, 6-3  | Parcours |
| 5  | 02-11-2024 | WTA Finals Riyadh, Riyad      | Masters      | 15 250 000 $ | Dur (ext.) | Coco Gauff          | 3-6, 6-4, 7-62 | Parcours |

### Titre en simple en WTA 125
| No | Date       | Nom et lieu du tournoi           | Catégorie | Dotation  | Surface      | Finaliste | Score         |          |
| -- | ---------- | -------------------------------- | --------- | --------- | ------------ | --------- | ------------- | -------- |
| 1  | 06-06-2022 | BBVA Open Internacional, Valence | WTA 125   | 115 000 $ | Terre (ext.) | Wang Xiyu | 6-4, 4-6, 6-3 | Parcours |

## Parcours en Grand Chelem

### Finale (1)
| Année | Tournoi          | Adversaire en finale | Score    |
| 2024  | Open d'Australie | Aryna Sabalenka      | 3-6, 2-6 |

### En simple dames
| Année | Open d'Australie | Open d'Australie | Internationaux de France | Internationaux de France | Wimbledon       | Wimbledon          | US Open        | US Open         |
| ----- | ---------------- | ---------------- | ------------------------ | ------------------------ | --------------- | ------------------ | -------------- | --------------- |
| 2022  | 2e tour (1/32)   | María Sákkari    | 1/8 de finale            | Iga Świątek              | 3e tour (1/16)  | Elena Rybakina     | 3e tour (1/16) | Jule Niemeier   |
| 2023  | 2e tour (1/32)   | Bernarda Pera    | 2e tour (1/32)           | Yulia Putintseva         | 1er tour (1/64) | Kateřina Siniaková | 1/4 de finale  | Aryna Sabalenka |
| 2024  | Finale           | Aryna Sabalenka  | 3e tour (1/16)           | Elina Avanesyan          | 1er tour (1/64) | Lulu Sun           | 1/4 de finale  | Aryna Sabalenka |
| 2025  | 2e tour (1/32)   | Laura Siegemund  | 1/4 de finale            | Aryna Sabalenka          | 1er tour (1/64) | Kateřina Siniaková | —              | —               |

N.B. : à droite du résultat se trouve le nom de l'ultime adversaire.

### En double dames
| Année | Open d'Australie | Open d'Australie | Internationaux de France | Internationaux de France | Wimbledon                                                                    | Wimbledon | US Open | US Open |
| ----- | ---------------- | ---------------- | ------------------------ | ------------------------ | ---------------------------------------------------------------------------- | --------- | ------- | ------- |
| 2022  | —                | —                | —                        | —                        | 1er tour (1/32) Wang X. \|\| style="text-align:left;" \| S. Aoyama Chan H-c. | —         | —       |         |

N.B. : le nom de la partenaire se trouve sous le résultat ; les noms des ultimes adversaires se trouvent à droite.

## Parcours en WTA 1000
Les tournois WTA « Premier Mandatory » et « Premier 5 » (entre 2009 et 2020) et WTA 1000 (à partir de 2021) constituent les catégories d'épreuves les plus prestigieuses, après les quatre levées du Grand Chelem. 

De 2009 à 2023, les tournois Premier Mandatory (dits tournois WTA 1000 obligatoires entre 2021 et 2023) regroupent Indian Wells, Miami, Madrid et Pékin, les autres constituant les tournois Premier 5 (tournois WTA 1000 non-obligatoires). À partir de 2024, le nombre de tournois WTA 1000 passe à 10 par saison (fin de l’alternance Doha / Dubaï), ces derniers devenant tous obligatoires et offrant tous 1000 points à la vainqueure (contre 900 points précédemment pour les tournois Premier 5).

### En simple dames
| Année |       |                            |                           |                          |                            |                               |                              |                             |                                 |                             |  |                     |
| Doha  | Dubaï | Indian Wells               | Miami                     | Madrid                   | Rome                       | Canada                        | Cincinnati                   | Pékin                       |                                 | Wuhan                       |  |                     |
| Doha  | Dubaï | Indian Wells               | Miami                     | Madrid                   | Rome                       | Canada                        | Cincinnati                   | Pékin                       | Guadalajara                     |                             |  |                     |
| Doha  | Dubaï | Indian Wells               | Miami                     | Madrid                   | Rome                       | Canada                        | Cincinnati                   | Pékin                       |                                 |                             |  |                     |
| 2022  |       |                            | Hors catégorie            | 2e tour (1/32) A. Kerber | 1er tour (1/64) M. Linette | 1er tour (1/32) K. Muchová    |                              | 1/4 de finale Ka. Plíšková  |                                 | Hors calendrier             |  |                     |
| 2023  |       | Hors catégorie             | 2e tour (1/16) Forfait    |                          | 4e tour (1/8) A. Potapova  | 3e tour (1/16) E. Alexandrova | 1/4 de finale V. Kudermetova | 2e tour (1/16) L. Samsonova | 3e tour (1/8) I. Świątek        | 1er tour (1/32) E. Rybakina |  |                     |
| 2024  |       | 3e tour (1/8) L. Fernandez | 1/4 de finale I. Świątek  | 2e tour (1/32) Yuan Y.   | 3e tour (1/16) V. Azarenka | 2e tour (1/32) Y. Putintseva  | 1/4 de finale C. Gauff       |                             | 3e tour (1/8) A. Pavlyuchenkova | 1/2 finale K. Muchová       |  | Finale A. Sabalenka |
| 2025  |       | 2e tour (1/16) O. Jabeur   | 2e tour (1/16) P. Stearns | 1/4 de finale I. Świątek | 1/4 de finale A. Sabalenka | 2e tour (1/32) A. Potapova    | 1/2 finale C. Gauff          |                             |                                 |                             |  |                     |

Sous le résultat, l’ultime adversaire.
1. 1 2   Les tournois de Doha et Dubaï alternent le statut de tournoi WTA 1000 (ex Premier 5) entre 2009 et 2023 : les trois premières éditions ont lieu à Dubaï, les trois suivantes à Doha, puis Dubaï accueille le tournoi de cette catégorie les années impaires et Dubaï les années paires. De 2011 à 2023, la ville qui n’accueille pas de WTA 1000 organise à la place un tournoi WTA 500 (ex Premier).
2. 1 2 3 4 5 6 7   L’ordre de déroulement des tournois a évolué depuis 2009 : Rome se dispute avant Madrid et Cincinnati avant Montréal/Toronto jusqu’en 2010, tandis que Tokyo/Wuhan/Guadalajara ont lieu avant Pékin jusqu’en 2023.
3. ↑  Le 1er décembre 2021, le président de la WTA, Steve Simon, annonce que tous les tournois prévus en Chine et à Hong Kong sont suspendus à partir de 2022, en raison de préoccupations concernant la sécurité et le bien-être de la joueuse de tennis chinoise Peng Shuai après ses allégations de relations sexuelles non-consenties avec Zhang Gaoli, membre de haut rang du Parti communiste chinois. Le tournoi de Pékin revient en 2023. Le tournoi de Guadalajara remplace celui de Wuhan pendant deux ans, ce dernier réapparaissant en 2024.

## Parcours aux Jeux olympiques

### En simple dames
| # | Date       | Nom de l'olympiade         | Surface             | Résultat | Ultime adversaire | Score    |          |
| - | ---------- | -------------------------- | ------------------- | -------- | ----------------- | -------- | -------- |
| 1 | 27/07/2024 | Olympic Tennis Event Paris | Terre battue (ext.) | Or       | Donna Vekić       | 6-2, 6-3 | Parcours |

## Records et statistiques

### Confrontations avec ses principales adversaires
Confrontations lors des différents tournois WTA avec ses principales adversaires (5 confrontations minimum et avoir été membre du top 10). Classement par pourcentage de victoires. Situation au 3 juin 2025 :
| Joueuse         | Meilleur classement | Confrontations | Victoires | Défaites | Pourcentage de victoires | Dernière confrontation                   |
| --------------- | ------------------- | -------------- | --------- | -------- | ------------------------ | ---------------------------------------- |
| Iga Świątek     | 1                   | 8              | 1         | 7        | 12,5                     | défaite (3-6, 3-6) à Indian Wells 2025   |
| Aryna Sabalenka | 1                   | 8              | 1         | 7        | 12,5                     | défaite (63-7, 3-6) à Roland-Garros 2025 |

### Victoires sur le top 10
Toutes ses victoires sur des joueuses classées dans le top 10 de la WTA lors de la rencontre.
| Légende         |
| Grand Chelem    |
| Jeux olympiques |
| Masters         |
| WTA 1000        |
| WTA 500         |
| WTA 250         |
| Fed Cup         |

| #  | Rang  |  | Tournoi         | Année | Surface      |                 | Adversaire          | Rang | Tour     | Score          | Tableau |
| -- | ----- |  | --------------- | ----- | ------------ | --------------- | ------------------- | ---- | -------- | -------------- | ------- |
| 1  | no 51 |  | Canada          | 2022  | Dur          |                 | Ons Jabeur          | no 5 | 1/16     | 6-1, 2-1 ab.   | Tableau |
| 2  | no 36 |  | Tokyo           | 2022  | Dur          |                 | Paula Badosa        | no 4 | 1/8      | 6-3, 6-2       | Tableau |
| 3  | no 29 |  | Abou Dabi       | 2023  | Dur          |                 | Daria Kasatkina     | no 8 | 1/4      | 6-1, 6-2       | Tableau |
| 4  | no 23 |  | US Open         | 2023  | Dur          |                 | Ons Jabeur          | no 5 | 1/8      | 6-2, 6-4       | Tableau |
| 5  | no 24 |  | Zhengzhou       | 2023  | Dur          |                 | María Sákkari       | no 6 | 1/16     | 7-62, 6-3      | Tableau |
| 6  | no 15 |  | United Cup      | 2024  | Dur          |                 | Markéta Vondroušová | no 7 | RR       | 6-1, 2-6, 6-1  | Tableau |
| 7  | no 7  |  | Jeux olympiques | 2024  | Terre battue |                 | Iga Świątek         | no 1 | 1/2      | 6-2, 7-5       | Tableau |
| 8  | no 7  |  | Wuhan           | 2024  | Dur          |                 | Jasmine Paolini     | no 6 | 1/4      | 6-2, 3-6, 6-3  | Tableau |
| 9  | no 7  |  | Masters         | 2024  | Dur (int.)   |                 | Elena Rybakina      | no 5 | RR       | 7-64, 3-6, 6-1 | Tableau |
| 10 | no 7  |  | Masters         | 2024  | Dur (int.)   | Jasmine Paolini | no 4                | RR   | 6-1, 6-1 |                | Tableau |
| 11 | no 8  |  | Rome            | 2025  | Terre battue |                 | Aryna Sabalenka     | no 1 | 1/4      | 6-4, 6-3       | Tableau |

## Classements WTA en fin de saison
| Année          | 2018 | 2019 | 2020 | 2021 | 2022 | 2023 | 2024 |
| Rang en simple | 933  | 642  | 324  | 143  | 25   | 15   | 5    |
| Rang en double | –    | 839  | 731  | 879  | –    | –    | –    |

Source : (en) Classements de Zheng Qinwen sur le site officiel de la Fédération internationale de tennis